# Iglesia del Carmen (Antequera)
La iglesia de Nuestra Señora del Carmen es un templo religioso de culto católico bajo la advocación de Nuestra Señora del Carmen, sita en la ciudad de Antequera (provincia de Málaga, Andalucía, España). Fue construida en estilo mudéjar entre finales del siglo XVI y principios del siglo XVII.

## Historia
Hay que establecer el advenimiento de la Orden Carmelitana a la ciudad de Antequera alrededor del año 1512, representada por fray Juan de Ortega y fray Agustín, que buscarán fundar un templo en la villa. La donación será rubricada y legalizada por el concejo el día 19 de octubre del año siguiente, instalándose los frailes inicialmente en la sencilla ermita que ocupaba el lugar, aparentemente dedicada a San Sebastián. Las obras de la primitiva capilla comenzaron tiempo después, financiadas en gran parte por las aportaciones económicas de Leonor de Segura, viuda de Alonso Fernández de Córdoba; práctica evergética continuada por su hija Catalina, que legó una buena parte de su patrimonio para decorar suntuosamente la capilla mayor. La familia de Rojas también sufragó parte de los gastos con su propio peculio. Ya en las postrimerías de la centuria se podían celebrar los oficios, concluyendo la edificación en el año 1614.
El templo, hoy sede de la antigua parroquia de Santa María, es sin ninguna duda uno de los conjuntos monumentales más importantes de la ciudad. Aparte de su interés arquitectónico, hay que destacar la importancia de su corpus de retablos barrocos, que hacen a este edificio único en la provincia de Málaga.

## Descripción
El conjunto de convento e iglesia comenzó a construirse a finales del siglo XVI, siendo concluido en el primer tercio de la centuria siguiente.
La portada del templo, realizada en piedra arenisca, se abre por un arco de medio punto jalonado de medias columnas toscanas sobre plintos que sostienen entablamento y frontón curvo y partido. Aún se conserva a la izquierda de la portada, el primer cuerpo de la desaparecida Torre del Gallo, que se demolió en el año 1883.
La monumental armadura mudéjar de la nave está fechada entre los años 1612 y 1614. El alzado de la nave y la capilla mayor desarrollan un interesante programa arquitectónico de progenie manierista, destacando la decoración de la cúpula de media naranja con sus cintas entrelazadas, guirnaldas, mascarones y cabezas de angelotes.
A los pies de la nave de la Epístola se encuentra la Capilla de la Soledad, que es una especie de templo independiente con su capilla mayor y nave. La decoración de yeserías de esta pieza se puede fechar en torno al 1720.

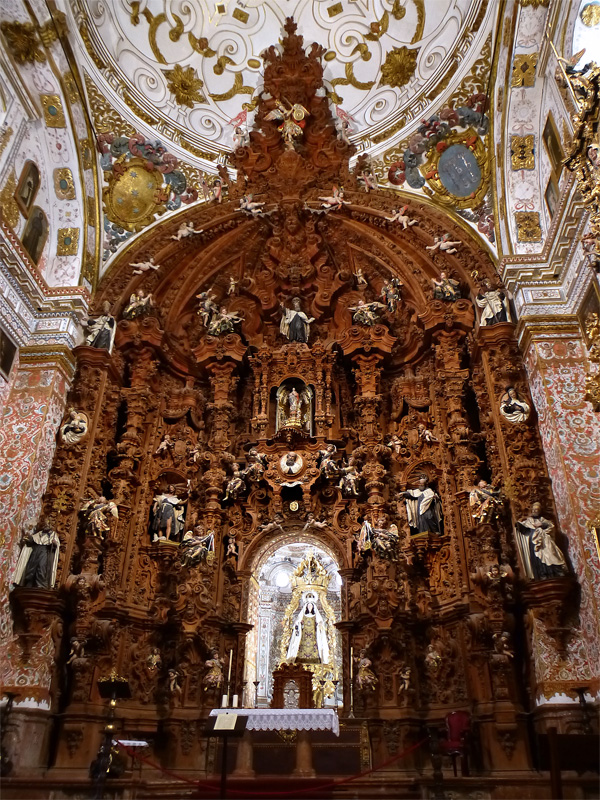
Capilla mayor
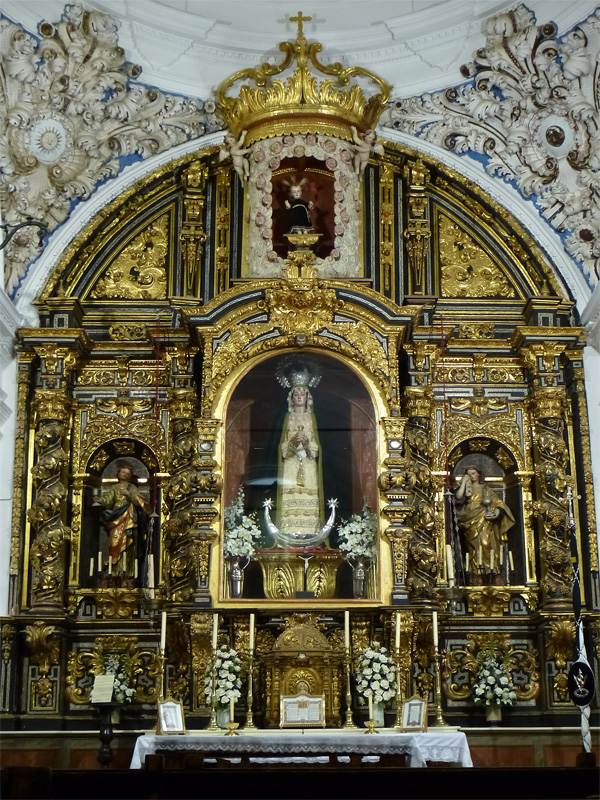
Capilla de la Soledad
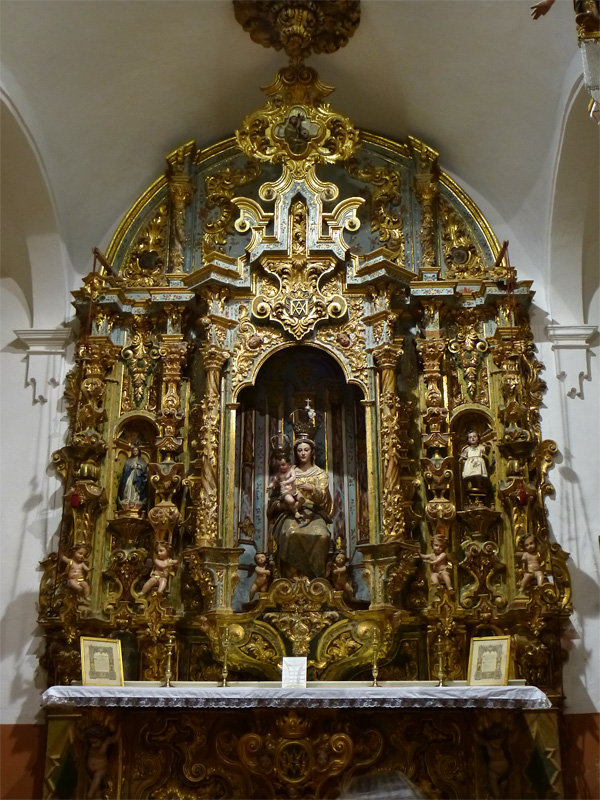
Virgen de la Piedad
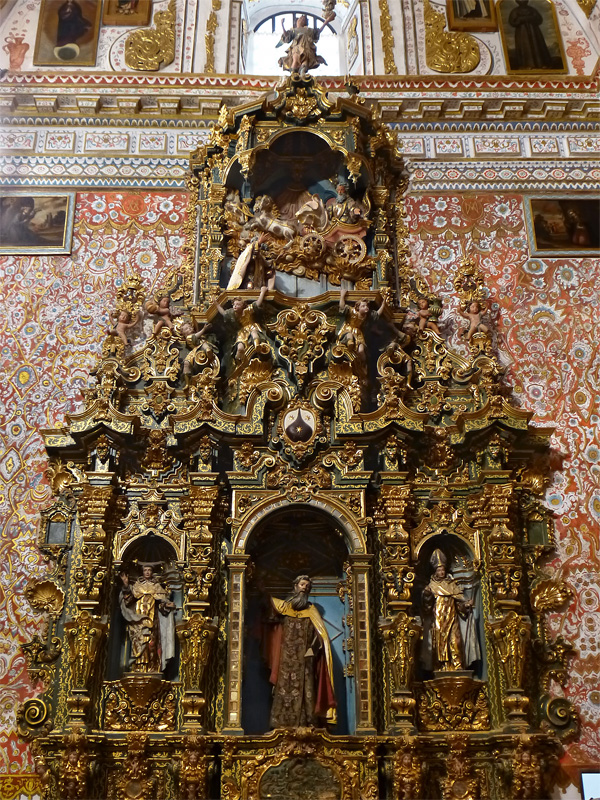
Altar de San Elias